# Dienne
Dienne è un comune francese di 266 abitanti situato nel dipartimento del Cantal nella regione dell'Alvernia-Rodano-Alpi.

## Altri progetti

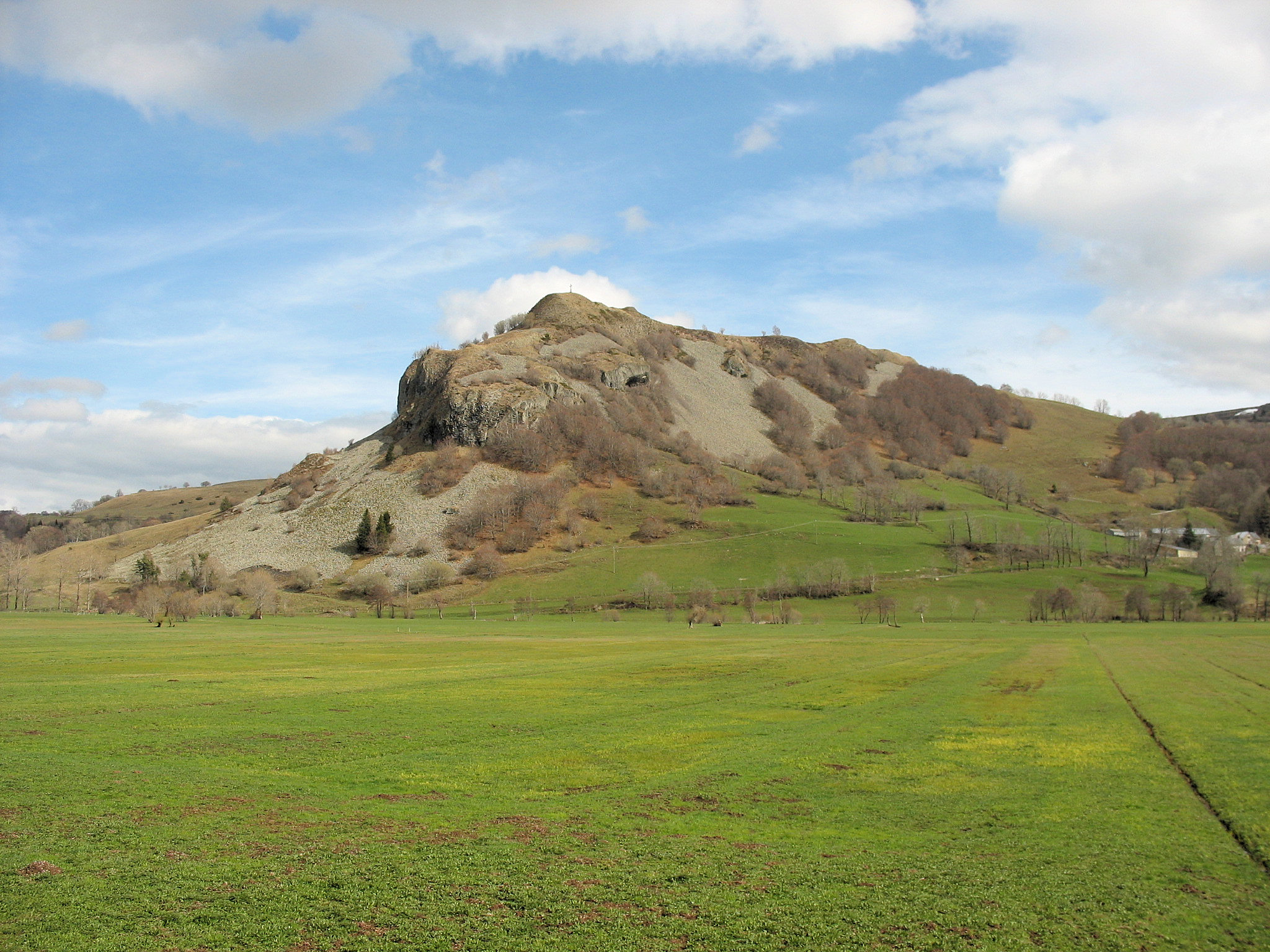
Paesaggio nei pressi di Dienne

## Società

### Evoluzione demografica
Abitanti censiti